# Bouchées à la reine

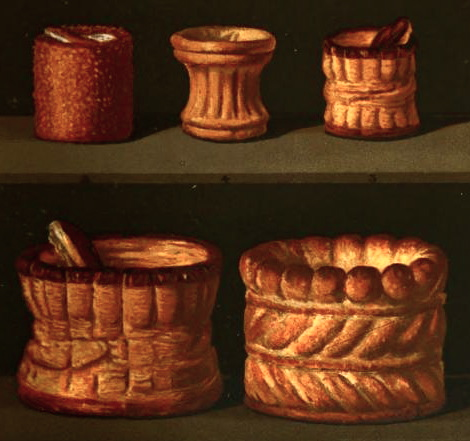
Tres crostades de 10 cm de diàmetre (timbala, paté, bouchée) i dues de 18 cm (vol-au-vent i casserola).

La bouchée à la reine o mos de reina és un embotit pastissera individual i calent, mena de vol-au-vent d'una dotzena de centímetres de diàmetre, servida com aperitiu o entrant a la cuina francesa. Per bé que sovint s'atribueix a la reina Marie Leszczyńska (dona de Lluís XV, que va contribuir sobretot a la seva anomenada), la recepta és una declinació per a una sola persona de pasta fullada ensucrada creada per Vincent La Chapelle (puits d'amour…) i desenvolupada com a menjar salat per Nicolas Stohrer, i després per Marie-Antoine Carême (vol-au-vent).
La bouchée à la reine es compon d'una crostada en forma de timbala de pasta fullada, guarnida per un salpicó (trossets de carn, de peix o, a vegades, de llegums) lligats per una salsa espessa i millorada amb llegums en filets, principalment bolets. Durant molt de temps servit com a entrant, constitueix sovint avui dia un plat principal, acompanyat per una amanida. També es presenta com a mini-bouchées (d'uns 4 centímetres de diàmetre) per a l'aperitiu o bufets festius.

## Origen
A l'origen, segons Auguste Escoffier, la bouchée en pasta fullada era guarnida d'una puré d'aviram amb crema, i en acabat, a finals del segle xix, d'un salpicó de gallinam, bolets i tòfones. Actualment, la composició de la guarnició és molt variada, feta per exemple de pollastre, de bolets, de ronyons de vedella o de quenelles de vedell i enriquida per una salsa blanca afegint-hi crema i rovell d'ou o fins, una salsa beixamel. Segons el gust, s'hi pot afegir com a condiment nou moscada, sal i pebre. De cops, llimona, cervell o altres ingredients s'empren en la preparació segons la inspiració del cap de cuinar.

## Cançons derivades
- Les bouchées à la Reine és el títol d'una cançó popular grollera.[6]
- A la Lorena i Luxemburg han dedicat una cançó:La bouchée à la reine - Pour les luxos et les ruthènes - On dit amen !